# Хаві Вента
Хав'єр Родрігес «Хаві» Вента (ісп. Javier Rodríguez "Javi" Venta; 13 грудня 1975, Пола-де Сьеро, Іспанія) — колишній іспанський футболіст, правий захисник.

## Футбольна кар'єра

### Ранні роки
Вента народився в Pola de Siero (Астурія). До 1999 року за відомі клуби не грав, поки тоді не підписав контракт з «Вільяреалом». Там він провів 11 років, якщо не враховувати оренди до «Расінг Ферроль» і «Тенеріфе» і став справжнім кумиром уболівальників «підводників».
Дебют футболіста в Ла-Лізі відбувся в сезоні 2001—2002. Тоді він зіграв 29 ігор за Тенерифе, що посів друге місце з кінця турнірної таблиці.

### Рільярреал / Леванте
У сезоні 2002—2003 Вента повернувся до Вільярреала і впродовж нього стабільно виходив у стартовому складі. У сезоні 2004—2005 він виходив на майданчик у 32-х матчах, а валенсійці посіли найвище для себе 3-тє місце. Головний тренер національної збірної Луїс Арагонес вніс його до числа 27 кандидатів на участь у Чемпіонаті світу 2006, але до остаточної заявки він не потрапив. За 11 років, проведені в «Вільярреалі», Вента зіграв 182 матчі, але забив лише 1 м'яч.
Наприкінці квітня 2010 року оголошено, що 34-річний Вента і Робер Пірес полишають Вільярреал. Усі три роки він постійно боровся за місце в стартовому складі з Анхелем Лопесом. Обидва вони з'являлись на полі приблизно однаково часто. Наприкінці серпня він підписав контракт на один рік з Леванте, що повернувся до найвищого дивізіону після двох років відсутності.
У своєму другому сезоні виходив у стартовому складі в 25 із 26 ігор, у яких узяв участь (загалом 2224 хвилини), а Леванте посів шосте місце й вперше у своїй історії кваліфікувався до Ліги Європи. Проте, йому не запропонували продовжити контракт, строк якого збігав. Тому він повернувся до Вільярреала.

### Брентфорд
11 липня 2013 року 37-річний Вента вперше у своїй кар'єрі вирушив за кордон, підписавши контракт на один рік з першоліговим клубом Брентфорд, з можливістю продовження на наступний сезон в залежності від кількості проведених ігор. Свій єдиний гол за клуб він забив 3 вересня, коли його команда здобула Трофей Футбольної ліги, перемігши Вімблдон з рахунком 5–3. Це була його четверта і остання гра за клуб. 30 вересня він розірвав свій контракт з клубом за обопільною згодою й повернувся до Іспанії через особисті причини.